# 本多助豊
本多 助豊（ほんだ すけとよ、生没年不詳）は、戦国時代の武将。通称は左兵衛、平八郎。本多助時の子。子に本多忠豊がいる。四天王・忠勝の曽祖父。

## 略歴
松平長親に仕えた。今川氏親と共に岡崎城を攻めた際、主君長親が助豊を呼び榊原清長と共に先鋒を務めることを命じた。敵兵は敗走し、武功を立てた助豊は松平信忠・清康に歴仕した。